# Steve Young (amerikansk fotboll)

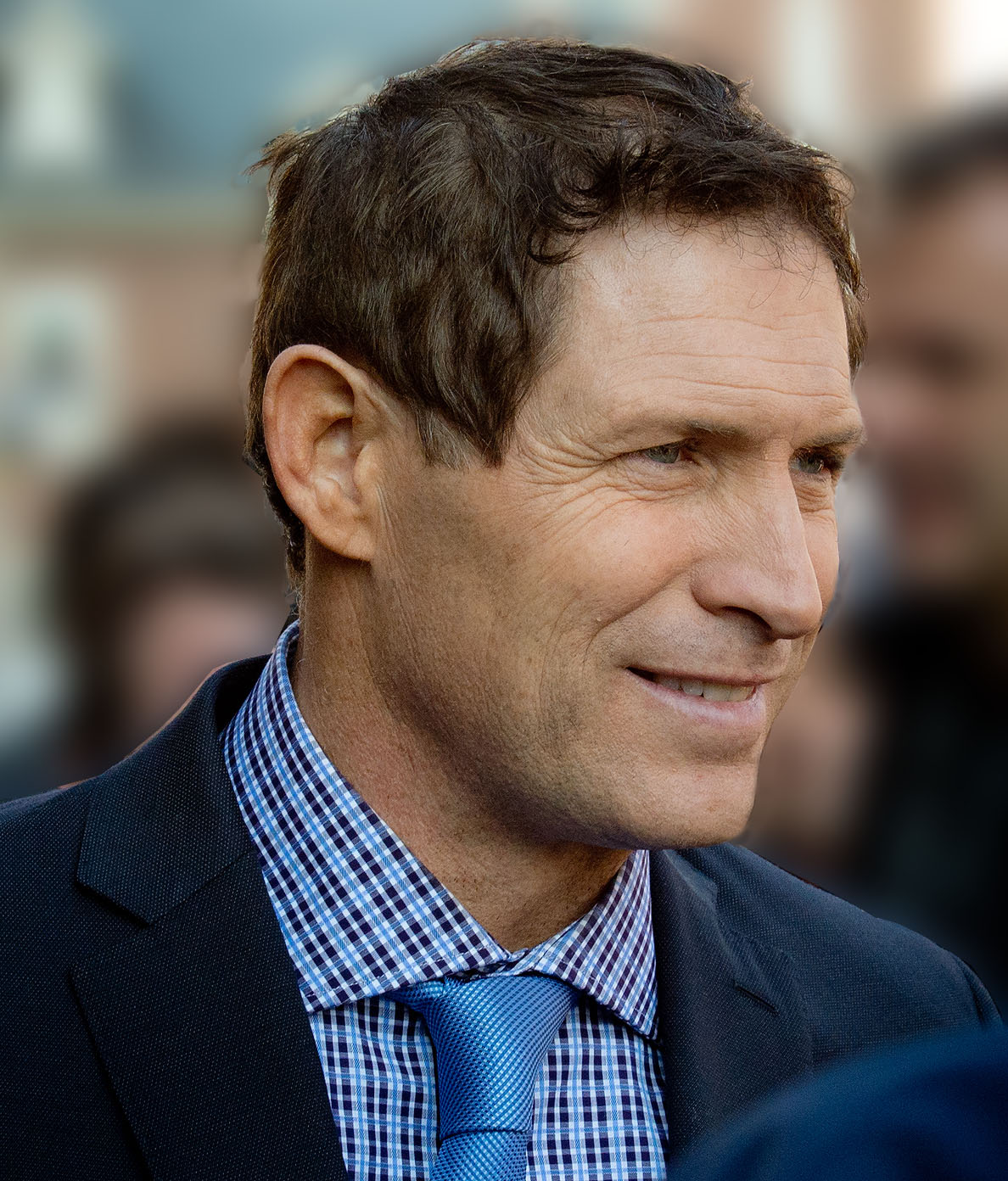
Steve Young, 2012.

Jon Steven Young, född 11 oktober 1961 i Salt Lake City i Utah, är en amerikansk före detta professionell utövare av amerikansk fotboll. Han spelade 15 säsonger som quarterback för Tampa Bay Buccaneers och San Francisco 49ers i National Football League (NFL). Young spelade även för Brigham Young Universitys idrottsförening BYU Cougars och placerade sig på andra plats i röstningen till 1983 års Heisman Trophy.
Han valdes till ligans mest värdefulla spelare 1992 och 1994, och även till mest värdefulla spelaren i Super Bowl XXIX.